# Ричард Мередит
Ричард Отис „Дик” Мередит (енгл. Richard Otis "Dick" Meredith; Саут Бенд, 22. децембар 1932) некадашњи је амерички хокејаш на леду који је играо на позицијама нападача.
Као члан сениорске репрезентације Сједињених Држава освојио је златну олимпијску медаљу на ЗОИ 1960. у америчком Скво Валију. Учествовао је и на ЗОИ 1956. у Кортини д'Ампецо када је селекција Сједињених Држава освојила сребрну медаљу.